# متحف صبراتة الكلاسيكي
متحف صبراتة الكلاسيكي أو الروماني هو أحد المتاحف الموجودة بليبيا والتي يبلغ عددها 27 متحفًا. والموجود بمدينة صبراتة حيث يضم المتحف مجموعة قطع أثرية مختلفة لعدة حقب متوالية.

## التاريخ
صمم مبنى المتحف المهندس المعماري الإيطالي فينيشي فوري حيث شرع في بنائه العام 1930 وتم الانتهاء منه في 1934، وافتتح رسميا تحت  اسم "المتحف الكلاسيكي" أو المتحف الروماني" عام 1936 واغلق ابان الحرب العالمية الثانية وثُمَ أعيد افتتاحه عام 1966 ويعود تاريخ الموجودات به ما بين القرن السادس ق.م. والسادس الميلادي.

## الوصف
يتكون المتحف من ثلاث صالات عرض،  ضمت مجموعة مختلفة من المقتنيات والاكتشافات الأثرية والمنحوتات وألواح الفسيفساء ولوحات التمثيل الجصي «الفريسكو» وغيرها من الاكتشافات الأثرية التي تروي الذاكرة التاريخية لمدينة صبراتة الاثرية. صُمم المتحف من قبل المعماري الإيطالي فينيشي فوري، وقد استغرق البناء حوالي الأربع سنوات من عام 1930 إلى 1934.

### تصميم المتحف
صمَمَ المعماري الإيطالي فينيشي فوري المتحف بتصميم مربع الشكل وبفناء داخلي يتوسطه صالات للعرض فيما يطل الفناء الخارجي على مدخل مدينة صبراتة الأثرية، ليفتتح باسم المتحف الكلاسيكي أو المتحف الروماني.

### صالات المتحف
يتكون المتحف من ثلاث صالات عرض رئيسية «صالة النحت» حيث تحوي مجموعة من ألواح الفسيفساء التي وجدت بمعبد لبتر باتر بصبراتة كما تضم الصالة منحوتات ترجع إلى الحقبة البيزنطية كما يعرض بالمتحف رأس الإله الروماني جوبيتر الذي عُثر عليه في الكابتوليوم ولوحات جدارية من الفريسكو.
«صالة كنيسة الإمبراطور جستنيان» تتضمن مجموعة من المصابيح والأواني الفخرية، وأرضيات من الفسيفساء التي كانت موجودة في كنيسة الإمبراطور جستنيان (527-565) أو «بازيليكا أوغسطين» عثر عليها أثناء حفريات تمت العام 1934.
ضمت القاعة الثالثة والأخيرة قطع مختلفة من أواني الفخار والعاجيات وغيرها من القطع الأثرية تم العثور عليها في مناطق مختلفة أثناء حفريات جرت في المنطقة بين عامي 1936 - 1940.
في العام 2008 قامت مؤسسة القذافي العالمية للجمعيات الخيرية والتنمية برعاية برنامج خاص لعملية صيانة وترميم المتحف بدأت في أغسطس 2008، وبمساهمة شركة إيني شمال أفريقيا الإيطالية.

## وصلات خارجية
- صور من معروضات المتحف viaggiaresempre.it

 أسبوع المتاحف، يكتب فيه عن المتاحف بكافة أنواعها وجنسياتها ومقتنياتها.